# 卡姆斯卡亞峰
71°57′S 13°25′E / 71.950°S 13.417°E
卡姆斯卡亞峰（英語：Kamskaya Peak）是南極洲的山峰，位於東部南極洲的毛德皇后地，屬於魏普雷希特山脈的一部分，海拔高度2,690米，由德國探險隊發現。